# موتور داد شاه
موتور داد شاه یک منطقهٔ مسکونی در ایران است که در دهستان ده‌کهان واقع شده‌است. موتور داد شاه ۹۱ نفر جمعیت دارد.